# WebGUI
WebGUI是网站公开源码的管理系统之一。WebGUI具有标准组件，独立平台，能在线地使用，管理等。
能让用户建立和维护比较复杂的网站。

## WebGUI主要功能介绍
- 开放源代码促进会（OSI）认证的开放源码软件
- 内嵌所见即所得的内容编辑器
- 可定制的模板引擎
- 可定制网站界面布局
- 其组件构架扩充

## 外部連結
- WebGUI web site （页面存档备份，存于）
- WebGUI Project on SourceForge （页面存档备份，存于）
- WebGUI, a Content management system for everybody （页面存档备份，存于）
- Plainblack Corporation （页面存档备份，存于）
- WebGUI Translation Server （页面存档备份，存于）